# Đáng mặt nữ nhi
Đáng Mặt Nữ Nhi (tiếng Anh: 'La Femme Desperado') là một bộ phim truyền hình Hồng Kông do TVB phát hành ngày 17/04/2006. Phim dài 22 tập với sự tham gia của các diễn viên: Ngô Mỹ Hành, Đặng Tụy Văn, Lâm Phong, Tạ Thiên Hoa, Mã Quốc Minh, Từ Tử San.
Phim giành được giải thưởng "Phim truyền hình hay nhất" tại Giải TVB thường niên năm 2006 và giải "Phim truyền hình hay nhất" của giải thưởng truyền hình Minh Báo.

## Diễn viên

### Diễn viên chính
| Diễn viên    | Vai diễn        | Mô tả |
| ------------ | --------------- | --- |
| Đặng Tụy Văn | Hải Kiều        | 37 tuổi Quản lý sản phẩm tại công ty' 'Pluto Người yêu của Văn Cảnh Lương. Chị của Hải Tuyền.                                                                 |
| Ngô Mỹ Hành  | Cao Chí Linh    | 32 tuổi Phó quản lý sản phẩm tại công ty Pluto Vợ Tề Khoan. Vợ cũ của Văn Cảnh Lương. Con gái của Cao Vinh Thiêm.                                             |
| Lâm Phong    | Tề Khoan        | 25 tuổi Huấn luyện viên thể hình bán thời gian Thư ký tại công ty Pluto Con trai của Đường Lệ Châu Bạn thân của Cao Chí Lực Chồng Cao Chí Linh.               |
| Tạ Thiên Hoa | Văn Cảnh Lương  | 38 tuổi Người yêu Hải Kiều. Chồng cũ của Cao Chí Linh. |
| Mã Quốc Minh | Cao Chí Lực     | 29 tuổi Em trai của Cao Chí Linh Đầu bếp Sushi Người yêu Hải Tuyền.                                                                                           |
| Từ Tử San    | Hải Tuyền (Ida) | 24 tuổi Nhân viên phục vụ tại nhà hàng Nhật Bản Lập Sơn Hắc Bộ Em gái của Hải Kiều Bạn của Giang Tinh Tinh Người yêu Cao Chí Lực. Xuất hiện lần đầu vào tập 9 |

### Diễn viên khác
| Diễn viên        | Vai diễn                  | Mô tả |
| ---------------- | ------------------------- | --- |
| Âu Thiến Di      | Giang Tinh Tinh (Crystal) | 21 tuổi Chủ của Please Company Cháu gái của Giang Vĩnh Niên Bạn của Hải Huyên Bạn gái cũ của Văn Cảnh Lương |
| Jacqueline Law   | Bảo Đình                  | 37 tuổi Vợ Mã Thế Hiên.                                                                                     |
| Tăng Vĩ Quyền    | Mã Thế Hiên               | 45 tuổi Chủ công ty Pluto Owner Chồng Bảo Đình.                                                             |
| Hàn Mã Lợi       | Đường Lệ Châu             | 47 tuổi Mẹ của Tề Khoan                                                                                     |
| Lương Gia Nhân   | Cao Vinh Thiêm            | 55 tuổi |
| Ching Hor Wai    | Lưu Tuệ Thiền             | |
| Li Ka Sing       | Cao Chí Năng              | 35 tuổi. |
| Hoàng Kỳ Oánh    | Quản Gia Dong             | |
| Lai Suen         | Chương Bách Kì            | Bà nội của Tề Khoan                                                                                         |
| Giang Hán        | Giang Vĩnh Niên           | Ông nội của Giang Tinh Tinh                                                                                 |
| Quách Chính Hồng | Tào Gia Phổ               | |
| June Chan        | Hà Nhã Kì                 | |

## Giải thưởng
Giải TVB thường niên 2006 lần 39
- "Phim hay nhất"
- "Diễn viên nam tiến bộ nhất" (Mã Quốc Minh)

Giải thưởng truyền hình Minh Báo (2006)
- "Phim truyền hình hay nhất"